# Z League 2020
La Z League 2020 è stata la 1ª edizione dell'omonimo torneo di football americano.

## Squadre partecipanti
| Club                | Città    | Stadio | Sponsor ufficiale | Risultato nella stagione 2019 |
| ------------------- | -------- | ------ | ----------------- | ----------------------------- |
| Shanghai Nighthawks | Shanghai |        |                   |                               |
| Shanghai Storm      | Shanghai |        |                   |                               |
| Shanghai Warriors   | Shanghai |        |                   |                               |
| Wuhan Berserkers    | Wuhan    |        |                   |                               |

## Stagione regolare

### Calendario

#### 1ª giornata
| 5 settembre 2020 | Shanghai Warriors | 14 – 38 | Wuhan Berserkers |  |

| 5 settembre 2020 | Shanghai Storm | 24 – 0 | Shanghai Nighthawks |  |

#### 2ª giornata
| 26 settembre 2020 | Shanghai Nighthawks | 7 – 12 | Shanghai Warriors |  |

#### 3ª giornata
| 7 ottobre 2020 | Shanghai Storm | 50 – 48 | Wuhan Berserkers |  |

#### 4ª giornata
| 25 ottobre 2020 | Shanghai Nighthawks | 19 – 28 | Wuhan Berserkers |  |

| 25 ottobre 2020 | Shanghai Warriors | 0 – 70 | Shanghai Storm |  |

#### 5ª giornata
| 7 novembre 2020 | Shanghai Nighthawks | 18 – 26 | Shanghai Storm |  |

| 7 novembre 2020 | Wuhan Berserkers | 1 – 0 (a tavolino) | Shanghai Warriors |  |

#### 6ª giornata
| 22 novembre 2020 | Shanghai Warriors | 14 – 13 | Shanghai Nighthawks |  |

| 22 novembre 2020 | Wuhan Berserkers | 1 – 0 (a tavolino) | Shanghai Storm |  |

#### 7ª giornata
| 5 dicembre 2020 | Wuhan Berserkers | 1 – 0 (a tavolino) | Shanghai Nighthawks |  |

| 5 dicembre 2020 | Shanghai Storm | 76 – 6 | Shanghai Warriors |  |

### Classifica
La classifica della regular season è la seguente:
- PCT = percentuale di vittorie, G = partite giocate, V = partite vinte,  P = partite perse, PF = punti fatti, PS = punti subiti

| Pos. | Squadra             | PCT  | G | V | N | P | PF  | PS  |
| ---- | ------------------- | ---- | - | - | - | - | --- | --- |
| 1    | Shanghai Storm      | .833 | 6 | 5 | 0 | 1 | 246 | 73  |
| 2    | Wuhan Berserkers    | .833 | 6 | 5 | 0 | 1 | 116 | 83  |
| 3    | Shanghai Warriors   | .333 | 6 | 2 | 0 | 4 | 46  | 205 |
| 4    | Shanghai Nighthawks | .000 | 6 | 0 | 0 | 6 | 57  | 105 |

## I Finale
| 19 dicembre 2020 | Shanghai Storm | 1 – 0 (a tavolino) | Wuhan Berserkers |  |

## Verdetti
- Shanghai Storm Vincitori della Z League 2020